# فرودگاه بین‌المللی کورفو
فرودگاه بین‌المللی کورفو (به انگلیسی: Corfu International Airport) (به زبان بومی: Κρατικός Αερολιμένας Κέρκυρας) یک فرودگاه همگانی با کد یاتا CFU است که یک باند فرود آسفالت دارد و طول باند آن ۲۳۷۵ متر است. این فرودگاه در شهر کورفو کشور یونان قرار دارد و در ارتفاع ۲ متری از سطح دریا واقع شده‌است.

## شرکت‌های هواپیمایی و مقصدهای پروازی
The airport offers all-year-long domestic flights اجرا توسط ایجین ایرلاینز and Sky Express but the vast majority of traffic in the summer season is seasonal scheduled or charter flights for holidaymakers. 
| شرکت‌های هواپیمایی                                     | مقصدهای پروازی |
| ----------------------------------------------------- | --- |
| ایجین ایرلاینز                                        | فصلی: دوموده‌دوو (آغاز از ۲۸ آوریل ۲۰۱۸) |
| ایر لینگاس                                            | فصلی: دوبلین |
| ای‌اس‌ال ایرلاینز فرانسه                                | چارتر فصلی: منچستر |
| آسترا ایرلاینز                                        | سالونیک (PSO) |
| آسترین ایرلاینز                                       | فصلی: وین |
| ایر صربیا اجرا توسط ایر صربیا                         | چارتر فصلی: بلگراد نیکولا تسلا |
| بلو ایر                                               | چارتر فصلی:لارناکا |
| بلو پاناروما ایرلاینز اجرا توسط بلو پاناروما ایرلاینز | فصلی: لئوناردو دا وینچی-فیومیچینو |
| بریتیش ایرویز                                         | فصلی: هیترو لندن |
| کوندور فلوگدینست                                      | فصلی: دوسلدورف، فرانکفورت، هامبورگ، هانوفر لایپزیگ/هال، مونیخ، اشتوتگارت |
| ایزی‌جت                                                | فصلی: اسخیپول آمستردام، برلین شونفلد، بریستول، گاتویک، لوتن لندن، منچستر، میلانو مالپنسا، ناپل، نیوکاسل ، شارل دوگل پاریس, |
| ادلوایس ایر                                           | فصلی: زوریخ |
| الین‌ایر                                               | فصلی: بوریسپیل، شرمتیوو، روستوف-نا-دونو، پالکوو، لنارت مری تالین، سالونیک چارتر فصلی: ریگا |
| انتر ایر                                              | چارتر فصلی:گاتویک |
| یورو وینگز                                            | فصلی: مونیخ |
| یورو وینگز اجرا توسط جرمن‌وینگز                        | فصلی: کلن بن، درسدن، اشتوتگارت |
| فن‌ایر                                                 | فصلی: هلسینکی |
| جرمنیا                                                | فصلی: برمن، ارفورت-وایمار چارتر فصلی: گاتویک |
| شرکت هواپیمایی اسرایر                                 | فصلی: بن گوریون |
| جت تایم                                               | چارتر فصلی: کپنهاگ، گاردرموئن اسلو |
| جت۲.کام                                               | فصلی: ایست میدلند، گلاسگو، لیدز برادفورد، استانستد لندن، منچستر، نیوکاسل |
| لوفت‌هانزا                                             | فصلی: مونیخ |
| میسترال ایر                                           | فصلی: باری چارتر فصلی: ناپل |
| نروجین ایر شاتل                                       | فصلی: گاتویک، هلسینکی، |
| المپیک ایر اجرا توسط ایجین ایرلاینز                   | آتن |
| المپیک ایر                                            | آتن |
| رایان‌ایر                                              | فصلی: اوریو آل سریو، بیرمنگام، ام. آر. استفانیک، بوداپست فرنک لیست، بروکسل جنوب شرلروآ، کلن بن، ایست میدلند، ادینبرو، آیندهوون، کاتوویتس، لیدز برادفورد، استانستد لندن، منچستر، پوزنان-لاویکا، گالیله، گلاسگو پرستویک، لئوناردو دا وینچی-فیومیچینو، رزسزاوشو-جسینکا، ترویزو، وارساو مادلن، ویزه |
| Sky Express                                           | سفلوونیا (PSO), ملی اکتیون (PSO), آتن (آغاز از ۱ نوامبر ۲۰۱۷) |
| Small Planet Airlines                                 | چارتر فصلی: گاتویک, |
| اسمارت‌وینگز اجرا توسط تراول سرویس ایرلاینز            | فصلی: بوداپست فرنک لیست، برنو-تورانی، لئوس جانسیک استراوا، پراگ رازیون |
| اسمارت‌وینگز اجرا توسط تراول سرویس                     | فصلی: ام. آر. استفانیک |
| سان دور اینترنشنال ایرلاینز اجرا توسط ال عال          | چارتر فصلی: بن گوریون |
| سوئیس اینترنشنال ایرلاینز                             | فصلی: ژنو |
| Thomas Cook Airlines                                  | فصلی: بیرمنگام، بریستول، ایست میدلند، گلاسگو، گاتویک، لوتن لندن، استانستد لندن، منچستر، نیوکاسل |
| Thomson Airways                                       | فصلی: آبردین، بلفاست، بیرمنگام، بورنموث، بریستول، کاردیف، دونکاستر شفیلد رابین‌هود، ایست میدلند، ادینبرو، اکستر، گلاسگو، لیدز برادفورد، گاتویک، لوتن لندن، استانستد لندن، منچستر، نیوکاسل، نوریچ چارتر فصلی: دوبلین                                                                              |
| ترانساویا.کام                                         | فصلی: اسخیپول آمستردام، اورلی |
| تراول سرویس                                           | فصلی: بوداپست فرنک لیست، دبرسن |
| Travel Service Polska                                 | فصلی: بوداپست فرنک لیست |
| تراول سرویس                                           | چارتر فصلی: کوشیتسه |
| TUI fly Belgium                                       | فصلی: بروکسل چارتر فصلی: دول–یورا |
| تی‌یوآی‌فلای                                            | فصلی: بازل-مولوز-فرایبورگ اروپا، دوسلدورف، فرانکفورت، هانوفر، مونیخ، نورنبرگ، اشتوتگارت |
| تی‌یوآی‌فلای نوردیک                                     | چارتر فصلی: کپنهاگ، هلسینکی، استکهلم-آرلاندا |
| ولوتی                                                 | فصلی: بوردو–مریگناک، نانت آتلانتیک، پالرمو ، تورین کاسله، ونیز مارکو پولو |
| ویولینگ                                               | فصلی: بارسلونا-ال پرات، لئوناردو دا وینچی-فیومیچینو |
| ویز ایر                                               | فصلی: بوداپست فرنک لیست، شوپن ورشو |